# Борис Делчев
Борис Делчев Стойчев е български литературен критик и историк.

## Биография
Роден е на 22 януари 1910 г. в Пазарджик. Основно и средно образование получава в родния си град. Завършва право в Софийския университет (1933), следва история на изкуството в Екол дьо Лувр, Париж (1939).
До 1944 г. работи като адвокат в Пазарджик и София. Член на РМС (1923) и на Българската комунистическа партия (1930). Участва в литературен кръжок „Христо Смирненски“ (1934 – 1935). За проявена политическа дейност е преследван и интерниран 2 пъти – в Несебър (1938) и в село Бабек, Пловдивско (1941 – 1942).
През 1944 – 1945 г. е сътрудник на ЦК на БКП, отдел „Агитация и пропаганда“. Редактор е във в. „Литературен фронт“ (1944 – 1949). Културен аташе в Париж (1949 – 1952). Началник на кабинета на председателя на Президиума на Народното събрание (1953 – 1956) Георги Дамянов. Главен редактор, по-късно редактор на издателство „Български писател“ (1956 – 1970).
Първата му публикация е „За някои основни грешки в нашата белетристика“ („РЛФ“, бр. 148, 26 ноември 1933) – по повод книгата на Кръстьо Белев „Смяна на знамената“. Сътрудничи на „РЛФ“, „Кормило“, „Светлоструй“, „Заря“, „Литературен глас“, „Час“, „Нова камбана“, „Философски преглед“, а след 9 септември 1944 г. – в много периодични издания.
Член на Съюза на българските писатели. Заслужил деятел на културата (1965). Умира в София на 6 април 1987 г.